# Richard Miller (Sänger)
Richard John Miller (* 9. April 1926 in Canton, Ohio; † 5. Mai 2009 in Oberlin) war ein US-amerikanischer Musikologe, Linguist, Stimmforscher, Gesangspädagoge und Opernsänger im Stimmfach Tenor. Er lehrte Gesang an der University of Michigan, am Baldwin Wallace College, bei der Sommerakademie des Mozarteum Salzburg und am Oberlin Conservatory of Music, wo er das Otto B. Schoepfle Vocal Arts Laboratory (OBSVAC) gründete.

## Leben
Richard Miller wurde am 9. April 1926 in Canton im US-Bundesstaat Ohio als der jüngste von fünf Kindern von Clarence und Alice Miller geboren. Er begann bereits mit drei Jahren öffentlich zu singen, als Knabensopran war er ab dem Alter von fünfeinhalb Jahren wöchentlich mit dem Kirchenchor im lokalen Radio zu hören. Mit 11 Jahren gewann er ein Stipendium von einem Musikverein, mit dem er Klavier, Cello und Orgel Unterricht nehmen konnte. Nach seinem High-School-Abschluss 1944 wurde er zum Militärdienst eingezogen und 1945 nach Europa verlegt und in der Nähe von Marseilles stationiert, wo er am dortigen Konservatorium Gesangsunterricht beim Bariton Edouard Tyrand erhielt. Zurück in den Vereinigten Staaten studierte Miller zunächst am Westminster Choir College in Princeton (New Jersey), wo er Mary Norman Dagger kennenlernte, die er 1950 in Washington, D.C. heiratete. Er wechselte an die University of Michigan, wo er den Bachelor und 1951 den Master of Music in Musikwissenschaft erlangte. Im darauffolgenden Jahr erhielt Miller ein Fulbright-Stipendium, dass es ihm ermöglichte an der Accademia Nazionale di Santa Cecilia in Rom ein Gesangsdiplom zu erlangen.
Miller und seine Frau lebten von 1952 bis 1956 in der Schweiz, wo er als lyrischer Tenor im Ensemble der Zürcher Oper engagiert war. In dieser Zeit kamen zwei ihrer insgesamt fünf Kinder zur Welt. Von 1957 bis 1962 lehrte Miller an der University of Michigan, im September 1962 wechselte er zum Oberlin Conservatory of Music, wo er bis 2006 lehrte und forschte.
Von 1980 bis 1987 war Miller Herausgeber der Fachpublikation The NATS Bulletin (jetzt Journal of Singing) der National Association of Teachers of Singing. Im Jahr 1981 gründete Miller in Oberlin das Institute of Vocal Pedagogy Performance, und begann Mitte der 1980er-Jahre eine enge Zusammenarbeit mit dem Forschungsbereich Hals-Nasen-Ohren-Heilkunde der Cleveland Clinic. Diese Verbindung aus Wissenschaft und Kunst führte dazu, dass Miller am Oberlin College die Forschungs- und Bildungseinrichtung Otto B. Schoepfle Vocal Arts Laboratory (OBSVAC) gründete, an dem Sänger mithilfe wissenschaftlicher Visualisierungen ein besseres Verständnis ihrer Stimme erlangen können.
Miller Unterrichtete unter anderem 28 Jahre lang an der Sommerakademie Mozarteum Salzburg, lehrte am Baldwin Wallace College, bei der Fondation Royaumont, am Pariser Konservatorium, an der Marseille National Opera School und am Centre Polyphonique. Er war Mitglied der Ehrengesellschaft für Musikwissenschaftler Pi Kappa Lambda und der Ehrengesellschaft für akademische Exzellenz Phi Kappa Phi. Seine Hobbys waren Ölmalerei und Philatelie.

## Veröffentlichungen (Auswahl)

### Als Autor
- National Schools of Singing. Scarecrow, 1977. (Wiederauflage 1997),[10] ISBN 0-8108-3237-2.
- The Structure of Singing: System and Art in Vocal Technique. Schirmer Books/Macmillan, 1986, ISBN 978-0-534-25535-0.
- Training Tenor Voices. Schirmer Books/Macmillan, 1993, ISBN 0-02-871397-4.
- On the Art of Singing. Oxford University Press, 1996, ISBN 0-19-509825-0.
- Singing Schumann: An Interpretive Guide for Performers. Oxford University Press, 1999, ISBN 0-19-518197-2.
- Training Soprano Voices. Oxford University Press, 2000, ISBN 0-19-513018-9.
- Solutions for Singers: Tools for Performers and Teachers. Oxford University Press, 2004, ISBN 0-19-516005-3.
- Securing Baritone, Bass-Baritone, and Bass Voices. Oxford University Press, 2008, ISBN 978-0-19-532265-1.

### Als Übersetzer
- The Poetic Debussy: A Collection of His Songs and Letters. (Northeastern University Press, 1982)
- Borodin 12 Songs for Voice and Piano. Herausgeber: Graham Bastable (International Music Company, 1994) ISMN 9790220425349

### Als Herausgeber
- Liszt: 25 Songs for Voice and Piano (Volume I: French and Italian, Volume II: German) (International Music Company, 1998) ISMN M-2204-2525-7, ISMN M-2204-2612-4
- Liszt: 22 Songs for Voice and Piano (Volume I: French and Italian, Volume II: German) (International Music Company, 1998) ISMN 9790220425363, ISMN 9790220426131
- Reger: 15 Songs from Schlichte Weisen Opus 76 (International Music Company, 2002) ISMN 9790220426711

### Diskografie
- Johann Strauss: Die Fledermaus (Aufgenommen 1954 in Zürich) – Besetzung: Johannes Bartsch (Eisenstein), Uta Graf (Rosalinde), Albert Kunz (Alfred), Richard Miller (Falke), Hedda Heusser (Adele), Nata Tuescher (Orlofsky), Mathias Schmidt (Frank), Rita Pich (Ida), Zürcher Radio Orchester und Chor, Walter Goehr (Dirigent) (Concert Hall, CM 2022)
- Othmar Schoeck: Vom Fischer un syner Fru (Aufgenommen 1956 in Köln) – Besetzung: Natalie Hinsch-Gröndahl (Die Frau), Richard Miller (Fischer), Helmut Fehn (Der Butt), Kölner Rundfunkorchester, Richard Kraus (Dirigent) (2014 Cantus Classics, 501827)

## Auszeichnungen (Auswahl)
- 1989 Ehrendoktor des Gustavus Adolphus College[1]
- 1990 Chevalier/Officiere Ordre des Arts et des Lettres[2][8]
- 2002 Anerkennungs Auszeichnung für hervorragende Leistungen der New York Singing Teachers Association[8]
- 2006 Voice Education Research and Awareness Award (VERA) der Voice Foundation of America[1]